# Luigi Cortese
Luigi Cortese (ur. 19 listopada 1899 w Genui, zm. 10 czerwca 1976 tamże) – włoski kompozytor, pianista i krytyk muzyczny.

## Życiorys
Był uczniem Alfredo Caselli w Rzymie (1920–1922 i 1929), uczył się też u André Gedalge’a w Paryżu (1925–1926). Ukończył również studia matematyczne w Genui, w 1924 roku uzyskując tytuł doktora. Od 1930 roku działał jako krytyk muzyczny, współpracując z wieloma czasopismami włoskimi i zagranicznymi. Występował też jako koncertujący pianista. W 1939 roku podjął się pracy nad uporządkowaniem archiwum Niccolò Paganiniego, jednak jej realizację przerwał mu wybuch II wojny światowej. W 1945 roku założył Società Filarmonica di Genova. Od 1951 do 1964 roku był dyrektorem Liceo Musicale Niccolò Paganini w Genui. Od 1955 roku był dyrektorem artystycznym międzynarodowego konkursu skrzypcowego im. Paganiniego. W 1969 roku został dyrektorem genueńskiego Teatro Comunale.
Opublikował monografię poświęconą Alfredo Caselli (wyd. Rzym 1935), tłumaczył też na język włoski listy Fryderyka Chopina. Był autorem tekstów na temat muzyki współczesnej, publikowanych na łamach czasopism, słowników i encyklopedii muzycznych. Tworzył w stylu neoklasycznym nawiązującym z jednej strony do muzyki Alfredo Caselli, z drugiej do dorobku szkoły francuskiej (Maurice Ravel, Arthur Honegger, Albert Roussel).

## Wybrane kompozycje
(na podstawie materiałów źródłowych)

### Utwory orkiestrowe
- Serenata (1936)
- Preludio e fuga (1940)
- Canto notturno (1940)
- suita Prometeo (1947)
- Suita d’Entrevès (1947)
- Sinfonia (1956)
- Koncert skrzypcowy (1961)
- Fantasia (1962)

### Utwory kameralne
- Sonatina na skrzypce i fortepian (1932)
- Sonata na róg i fortepian (1955)
- Sonata na wiolonczelę i fortepian (1960)
- Capriccio na skrzypce i fortepian (1964)
- Improviso na altówkę i fortepian (1966)

### Utwory wokalno-instrumentalne
- oratorium sceniczne David, il re pastore na głosy solowe, chór i orkiestrę (1941)
- Salmo VIII na głos, fortepian i wiolonczelę (1943)
- Sinfonia sacra „Inclina, Domine, aurem tuam” na chór i orkiestrę (1967)

### Opery
- Prometeo, libretto kompozytora według tragedii Ajschylosa (wyst. Bergamo 1951)
- opera radiowa La notte veneziana, libretto Giulio Pacuvio według Alfreda de Musseta (wyk. RAI 1956, wyst. Genua 1972)
- Les nuits blanches, libretto kompozytora według Fiodora Dostojewskiego (wyst. Mediolan 1973)